# Brachymeles miriamae
Brachymeles miriamae is een hagedis uit de familie skinken (Scincidae).

## Naam en indeling
De wetenschappelijke naam van de soort werd voor het eerst voorgesteld door William Ronald Heyer in 1972. De soort werd vroeger tot het geslacht Davewakeum gerekend, maar dit wordt beschouwd als verouderd. De soortaanduiding miriamae is een eerbetoon aan Miriam, de vrouw van William Ronald Heyer.

## Uiterlijke kenmerken
De lichaamkleur is bruin de onderzijde is lichter van kleur. Zowel voor- als achterpoten ontbreken. De skink heeft geen zichtbare uitwendige gehooropeningen, de ogen zijn zeer klein. De rostraalschub aan de snuitpunt is zeer groot, dit is een aanpassing op de gravende levenswijze.

## Verspreiding en habitat
De skink komt voor in delen van Azië e leeft endemisch in Thailand. Van alle 41 soorten uit het geslacht Brachymeles is het de enige soort die hier voorkomt, vrijwel alle soorten zijn te vinden in de Filipijnen.